# Cantharis paradoxa

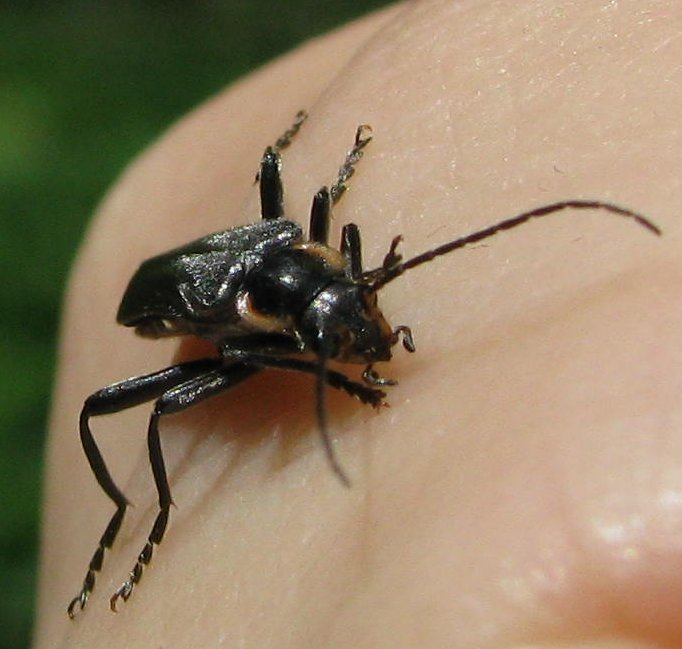
Cantharis paradoxa von vorne

Cantharis paradoxa ist eine Weichkäferart, die in Südost- und Mitteleuropa vorkommt.

## Merkmale
Es handelt sich um 8 bis 15 Millimeter lange, überwiegend schwarze Käfer mit gelblich bis orangerot gerandetem Halsschild. Der Kopf ist durch die vorstehenden Augen so breit wie der Halsschild und schwarz bis auf die bis zu den Antennenbasen gelben Wangen, bis auf die Spitzen gelbe Mandibeln und Palpi, deren erste beiden Glieder ebenfalls gelb sind. Die Antennen sind dünn und reichen nach hinten gelegt etwa die Mitte der Flügeldecken. Im Gegensatz zur ähnlichen Art Cantharis liburnica ist das zweite Fühlerglied nicht verbreitert. Der Halsschild ist breiter als lang, mit glattem Hinterrand und ist im Vergleich zum Dunklen Fliegenkäfer (Cantharis obscura) deutlich runder an den Seitenrändern. Die Flügeldecken sind fein punktiert und hell, kurz behaart. Männchen können von ähnlichen Arten der Gattung auch durch den Bau ihrer Genitalien unterschieden werden. Die Geschlechter sind gleich gefärbt, wobei die Weibchen meist kräftiger gebaut sind und die Männchen einen kräftigen Zahn an der inneren Vorderkralle besitzen.

## Vorkommen
Cantharis paradoxa kommt in Mitteleuropa von den Beneluxstaaten über Deutschland, Polen, Österreich, Ungarn, Tschechien, Slowakei, sowie in Italien und auf dem Balkan bis Griechenland vor. Sie ist in Wäldern, Buschwerk, Grasflächen und an Flussufern zu finden.